# Edmond de Goeyse
Dr. Edmond de Goeyse (Antwerpen 1 oktober 1907 - Leuven 21 december 1998), roepnaam Mon, was een Vlaams studentenleider en radiopresentator.

## Academische carrière
Mon de Goeyse, geboren in Antwerpen, liep zijn Latijns-Griekse humaniora aan het Atheneum in Brussel en vatte zijn universitaire studies aan de Katholieke Universiteit Leuven aan in 1925.
Hij behaalde het licentiaat in de Germaanse filologie in 1929 en in 1933 promoveerde hij tot doctor in de wijsbegeerte en letteren (Germaanse filologie) met een proefschrift over het volkslied tijdens de Brabantse revolutie. Het proefschrift werd in 1940 bekroond door de Koninklijke Academie voor Nederlandse Taal- en Letterkunde.

## Beroepsloopbaan
In 1931 werd De Goeyse journalist bij het Nationaal Instituut voor Radio-omroep NIR, waar hij de eerste nieuwsuitzending in het Nederlands verzorgde, het gesproken dagblad. In 1935 richtte hij de dienst pers en luisteraars op binnen het NIR.
Na bij het uitbreken van de oorlog in mei 1940 de Belgische regering naar Frankrijk te zijn gevolgd, keerde hij naar België terug en werd administratief directeur bij "Zender Brussel". In september 1944 werd hij opgepakt en in mei 1947 wegens collaboratie veroordeeld tot acht jaar gevangenis. Hij kwam vrij in oktober 1947.
In 1958 werd hij door Mgr. Honoré Van Waeyenbergh naar Leuven geroepen om de dienst Voorlichting van de universiteit te organiseren. Hij bleef er directeur van tot aan zijn pensioen in 1972. Hij werd de eerste voorzitter van het College van Voorlichtingsambtenaren in het Nederlandstalig Universitair Onderwijs (1971).

## Rol in het Vlaamse studentenleven
De Goeyse wordt beschouwd als een geestelijke erfgenaam van de legendarische studentenleider Jef van den Eynde.
In 1923 richtte hij, samen met enkele medescholieren het Vlaams Studentenverbond van Groot-Brussel op, waar hij secretaris en daarna voorzitter van was. In 1924 richtte hij de Camere van Rhetorycke Die Ghesellen van den Drancke op. Deze scholierenvereniging koppelde Brusselse volkstraditie aan Vlaamse en culturele ontvoogding en stijlvol amusement.
Als hij in 1925 zijn studies Germaanse filologie aanving in Leuven, werd de scholierenvereniging Die Ghesellen van den Drancke omgevormd tot de Brusselse studentenclub Bezem Lovania Brussel. Voortaan speelde De Goeyse een actieve rol in organisaties van Vlaamse studenten en oud-studenten in Leuven en in Brussel:
- 1925: stichter en preses van het Katholiek Studentencorps Brussel
- 1927: heroprichter, samen met Paul Lebeau, Willem Melis en professor Lodewijk Scharpé van K.A.V. Lovania Leuven, een studentenvereniging naar Duits model. Mislukte poging die na een jaar werd gestaakt.
- 1929: stichter en preses van het Seniorenkonvent van het Katholiek Vlaams Hoogstudentenverbond. In deze vereniging werd De Goeyse de codificator van het clubleven aan de Vlaamse universiteiten.  Hij bundelde de regels in de blauwe bladzijden van de Clubcodex, een onderdeel van de Studentencodex van het KVHV.
- 1929: redacteur van Ons Leven
- 1934: stichter, daarna secretaris en voorzitter van de Vlaamse Oud-Studentenclub in Brussel
- 1935: preses van de Oud-Studentenbond Leuven
- ondervoorzitter voor Brabant van het Algemeen Vlaams Oud-Hoogstudentenverbond, vanaf 1955 het Verbond der Vlaamse Academici.
- 1961: medestichter van Nos iungit academia, academische club in Leuven
- 1968: medeoprichter van Alumni Lovanienses
- bestuurslid van Vlaamse Leergangen te Leuven en redactiesecretaris van Onze Alma Mater.

De Goeyse werkte vele jaren aan een verzameling van alles wat met het studentenleven te maken had. In 1978 schonk hij deze verzameling aan de Leuvense universiteit. Het werd het Archief en Museum van het Vlaams Studentenleven, dat is ondergebracht in de Universiteitsbibliotheek.

## Publicaties
- De Brabantsche Omwenteling van 1789, Brussel, NIR, 1939, 48 p.
- Het volkslied onder de Brabantse Omwenteling van 1789, Brussel, 1940
- Clubcodex van het  Katholiek Vlaams Hoogstudentenverbond, Leuven, 1935-1965
- O Vrij-Studentenheerlijkheid. Historisch-Studentikoze Schetsen, Leuven, 1987